# 求めよ、さらば与えられん
求めよ、さらば与えられん（もとめよ、さらばあたえられん）は、新約聖書からの言葉。

## 概要
積極的に行動をしたならば、成果は自ずから得られるようになるということを意味する。このことから物事を成就しようと思うならば、与えられるのをただ待つばかりでなく、自ら進んで求めるという姿勢が大事であるということである。

### 新約聖書
マタイによる福音書第7章7節にこの言葉が出てくる。ここでのイエス・キリストの述べた言葉であり、ここでは求めよ、そうすれば与えられるであろう。捜せ、そうすれば見出すであろうとある。新約聖書の文脈では、ひたすら神に祈るならば、神は正しい信仰を与えてくださるであろうという意味になる。
日本ではこの言葉は、キリスト教とは関わりが無く用いられており、決まり文句となっている。